# Doron Ben-Ami
Doron Ben-Ami (nascido em 1965; em hebraico:  דורון בן עמי) é um arqueólogo israelense.
Ben-Ami obteve seu PhD na Universidade Hebraica de Jerusalém em 2003, onde era membro do Instituto de Arqueologia a partir de 2009. Ele é o descobridor do palácio da rainha Helena de Adiabene na cidade de David, Jerusalém.

Desde 2007, ele lidera a escavação no estacionamento de Givati, na cidade de David - a maior e mais abrangente escavação em Jerusalém hoje, que revelou importantes descobertas que contribuem para a compreensão da história da cidade.